# Altmarkaffären

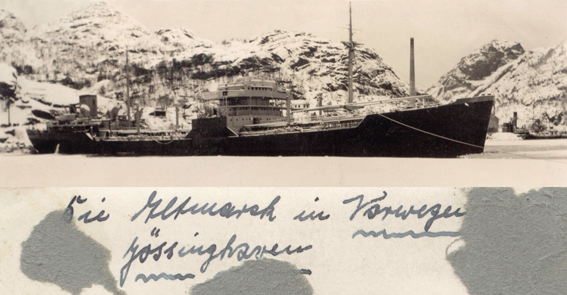
Ship Altmark i början 1940 Jøssingfjord, Norge

Altmarkaffären var en händelse mellan det tyska fartyget Altmark och brittiska flottan under andra världskriget. Altmark förde i hemlighet brittiska krigfångar över det neutrala Norges vatten och bordades av brittiska trupper som fritog fångarna. Tyskland protesterade mot vad de betraktade som ett grovt neutralitetsbrott och använde händelsen som förevändning att invadera Norge och Danmark. 

## Bakgrund
Altmark var ett tyskt tankfartyg under andra världskrigets inledningsskede som tjänstgjorde som försörjningsfartyg för det tyska fickslagskeppet Admiral Graf Spee. Fickslagskeppet användes som handelsförstörare och sänkte brittiska handelsfartyg på Sydatlanten.

## Händelseförlopp
Efter att ha bunkrat Graf Spee, fick Altmark i uppgift att frakta hem 299 brittiska sjömän som krigsfångar till Tyskland. För att undgå Royal Navy tog fartyget vägen hem via norskt territorialvatten. Norska fartyg utförde sjöfartskontroll och bordade Altmark, men fann inget anmärkningsvärt. Britterna hade dock vittnesuppgifter från Montevideo om att fångar befann sig ombord. Genom personligt ingripande av Winston Churchill, sändes en sjöstyrka in på norskt vatten och den brittiska jagaren HMS Cossack satte ombord en äntringsstyrka den 16 februari 1940, varvid fyra tyskar dödades och fem sårades. Därefter befriades fångarna och det noterades att fartyget var försett med två luftvärnskanoner och fyra kulsprutor.

## Konsekvenser
Tre nationer begick därmed neutralitetsbrott:
- Nazityskland genom att transportera krigsfångar på det neutrala landet Norges territorialvatten.
- Norge genom att tillåta transporten
- Storbritannien genom att begå en krigshandling på norskt territorialvatten.

Tyskland använde sig sedan av Altmarkaffären då de invaderade Norge och Danmark, med motiveringen att Norge inte kunde skydda sig mot de allierade.